# Fifty-Fifty (televisieprogramma)
Fifty-Fifty was een Nederlands televisieprogramma van de Evangelische Omroep (EO) waarin Henk Binnendijk gesprekken aanging met bekende Nederlanders. Het werd uitgezonden in 1993 en 1994. 
Binnendijks insteek was om zowel zijn gasten te bevragen over hun drijfveren en levensvragen als zijn eigen ervaringen en visies, met de nadruk op zijn christelijk geloof, met hen te delen. In 1997 kwam er nog één extra aflevering van Fifty-Fifty, een voetbalspecial waarin Dean Gorré te gast was.
In een interview in 1999 noemde Binnendijk het gespreksprogramma een hoogtepunt in zijn carrière. Een aflevering die veel bekendheid kreeg en waarvan Binnendijk later een aantal malen heeft aangegeven dat die hem sterk was bijgebleven was het gesprek met kunstenaar Herman Brood.

## Afleveringen

### 1993
- 26 april: Yvonne van Gennip
- 3 mei: Roel van Duijn
- 10 mei: Conny Vandenbos
- 17 mei: Marie Cecile Moerdijk
- 24 mei: Henny Huisman
- 31 mei: Jules de Corte
- 7 juni: Joop van der Reijden
- 14 juni: Tineke de Nooij
- 21 juni: Lee Towers
- 28 juni: Willem Duys
- 4 september: Henk de Velde
- 11 september: Rob de Nijs
- 18 september: Max Moszkowicz
- 25 september: Hetty Heyting
- 2 oktober: Mary Servaes
- 9 oktober: Ruud Gullit
- 16 oktober: Carry Tefsen
- 23 oktober: Bob Smalhout

### 1994
- 16 april: Herman Brood
- 23 april: Koos Alberts
- 30 april: W.L. Brugsma
- 7 mei: Pieter Winsemius
- 14 mei: Liesbeth List
- 21 mei: Wim Bosboom
- 28 mei: Viola Holt
- 1 oktober: Tineke Schouten
- 8 oktober: Frank Boeijen
- 15 oktober: Wieteke van Dort
- 22 oktober: Anne van der Meiden
- 29 oktober: Jan des Bouvrie
- 5 november: Toni Boltini
- 12 november: Erica Terpstra
- 19 november: Arnold Vanderlyde

### 1997
- 30 april: Fifty-Fifty voetbalspecial met Dean Gorré

## Trivia
- De aflevering met Henny Huisman werd uitgezonden toen Michail Gorbatsjov in Nederland was. Huisman verklaarde daarover in 2017 dat de president van de Sovjet-Unie het programma had gezien en dusdanig onder de indruk was dat hij een ontmoeting met Huisman regelde.[3]